# سفارة الجمهورية العربية الصحراوية الديمقراطية في كوبا
سفارة الجمهورية العربية الصحراوية الديمقراطية في كوبا هي البعثة الدبلوماسية للجمهورية العربية الصحراوية الديمقراطية بكوبا.

## قائمة السفراء
| الاسم                       | صورة | الفترة         | م     |
| --------------------------- | ---- | -------------- | ----- |
| عمر السالك عبد الصمد بولسان |      | 10 مارس 2020 - | [ 1 ] |